# Benjamin Antier
Benjamin Antier (pseudonimo di Benjamin Chevrillon) (Parigi, 21 marzo 1787 – Parigi, 25 aprile 1870) è stato un drammaturgo francese.

## Biografia
Jean Pierre Benjamin Antier nacque a Parigi e morto nella stessa città il 25 aprile 1870.
Autore di melodrammi e vaudeville, scritti in collaborazione con altri autori, è noto soprattutto per il suo dramma L'Auberge des Adrets, rappresentato per la prima volta nel 1823. Presenta il bandito Robert Macaire, interpretato sul palco da Frédérick Lemaître, che scrisse una seconda commedia con Benjamin Antier intitolata Robert Macaire nel 1835. Il personaggio è poi reso popolare dalle caricature di Honoré Daumier per diventare, nelle parole di James Rousseau nella sua Physiologie du Robert Macaire, "l'incarnazione della nostra era positiva, egoista, avara, bugiarda, vanagloriosa... essenzialmente scherzosa". Nel 1945, L'Auberge des Adrets ha fatto da sfondo al film di Marcel Carné, Les Enfants du paradis, con Jean-Louis Barrault e Arletty.
Per la maggior parte, le sue opere sono firmate "Benjamin", perché allora era consuetudine che autori e attori di melodramma si facessero conoscere solo per nome.

## Teatro
- 1818: Haguenier ou l'Habit de cour, vaudeville in un atto, con Pierre-Jean de Béranger e Ludwig Benedict Franz von Bilderbeck;
- 1821; M. Duquignon, commedia in 1 atto, con distici, con Frédéric Dupetit-Méré;
- 1821: Frank, ou l'Homme de la montagne, dramma in 3 atti e in prosa, con Rigaud Jr.;
- 1822: La Pauvre Famille, melodramma in 3 atti, con Melchior Boisset;
- 1822: Elfride ou la Vengeance, melodramma in 3 atti, con Martin Deslandes;
- 1823: La Lanterne sourde, ou les Deux porte-faix, vaudeville-féerie in un atto, con Marc-Antoine Madeleine Désaugiers;
- 1823: L'Auberge des Adrets, dramma in 3 atti à spectacle, con Saint-Amand e Polyanthe; Testo online.
- 1823: Le Quartier du Temple, ou Mon ami Beausoleil, pièce sbarazzina in 1 atto, in vaudevilles, con Louis Ponet;
- 1823: La Maison de plaisance, vaudeville in 1 atto, con Pierre-Jean de Béranger e Jean Baptiste Rose Bonaventure Violet d'Épagny;
- 1824: Attila et le Troubadour, commedia-vaudeville in 1 atto, con Pierre-Jean de Béranger e Ludwig Benedict Franz von Bilderbeck;
- 1824: Le Grenier du poète, vaudeville in 1 atto, con Louis Portelette;
- 1824: Les Femmes, ou le Mérite des femmes, commedia in 2 atti, con Pierre-Jean de Béranger;
- 1824: Le Garçon de noce, vaudeville in 1 atto, con Charles Mourier;
- 1825: Les Deux Écots, à propos vaudeville in 1 atto, con Melchior Boisset;
- 1825: Albert, ou le Rêve et le réveil, melodramma in 3 atti, con Melchior Boisset;
- 1825: Le Point d'honneur, vaudeville in 1 atto tratto dai Contes di Adrien de Sarrazin, con Gabriel-Alexandre Belle;
- 1825: Le Cocher de fiacre, melodramma in 3 atti, con Alexis Decomberousse e Naigeon, detto Ruben;[4]
- 1825: Gustave, ou le Napolitain, melodramma in 3 atti, con Auguste Anicet-Bourgeois e Philippe-Jacques de Laroche;
- 1826: Le Nouvelliste, ou le Plan de campagne, commedia-vaudeville in 1 atto, con Félix de Croisy, e Deslandes;
- 1826: Le Pauvre de l'Hôtel-Dieu, melodramma in 3 atti, con Alexis Decomberousse e Naigeon;
- 1826: La Liquidation, commedia-vaudeville in 1 atto e in prosa, con Charles-Victor-Armand Séville e Louis Ponet;
- 1826: Le Garçon de recette, ou la Rente, commedia in 1 atto, con distici, con Édouard Damarin;
- 1827: Poulailler, melodramma in 9 piccoli atti, con Théodore Nézel;
- 1827: Mandrin, melodramma in 3 atti, con Étienne Arago e Edmond Crosnier;
- 1827: Antonia, ou Milan et Grenoble, melodramma in 3 giornate, con Naigeon;
- 1828: La Muette de la forêt, melodramma in 1 atto, tratto dal romanzo Sœur Anne, con René-Charles Guilbert de Pixerécourt;
- 1828: Le Chasseur noir, melodramma in 3 atti à spectacle, con Théodore Nézel;
- 1828: Guillaume Tell, melodramma in 6 parti, tratto da Friedrich von Schiller, con Pixerécourt; Testo online, musica di Alexandre Piccinni;[5]
- 1828: Bisson, melodramma in 2 atti e in 5 parti, à grand spectacle, con Théodore Nézel e Henri Villemot;
- 1828: Le Remplaçant, melodramma in 3 atti, con Saint-Amand e Henri Villemot;
- 1828: Les Lanciers et les marchandes de modes, pièce in 1 atto, con distici, con Armand-Joseph Overnay, Théodore Nézel e E.-F. Varez;
- 1828: Bugg, ou les Javanais, melodramma in 3 atti, con de Croisy e marchese de Flers Hyacinthe-Jacques de La Motte-Ango;
- 1829: Rochester, dramma in 3 atti e in 6 parti, con Théodore Nézel;
- 1829: Le Jeune Médecin, commedia in 1 atto, con Anicet-Bourgeois;
- 1829: Isaure, dramma in 3 atti, misto a canti, con Francis Cornu e Théodore Nézel;
- 1829: L'Enragée de Chaumont, commedia in 1 atto, con Antoine Simonnin;
- 1829: Le Fils de Louison, melodramma in 3 atti, con Alexis Decomberousse;
- 1830: Les Massacres, febbre cerebrale in 3 atti e in versi, preceduto da: Le Diable au spectacle, prologo, con Théodore Nézel e Antoine Simonnin;
- 1830: Jeffries, ou le Grand Juge, melodramma in 3 atti, con von Bilderbeck;
- 1830: Napoléon in paradis, vaudeville in 1 atto, con Théodore Nézel e Antoine Simonnin;
- 1830: Le Pâtissier usurpateur, pièce storica in 5 piccoli atti, con Théodore Nézel e Antoine Simonnin;
- 1831: Benjamin Constant aux Champs-Elisées, tableau in 1 atto misto a distici, con Victor Lottin de Laval e Édouard Damarin;
- 1831: Joachim Murat, dramma storico in 4 atti e 9 quadri, con Alexis Decomberousse e Théodore Nézel;
- 1831: L'Incendiaire, ou le Curé et l'archevêché, dramma in 3 atti à grand spectacle, con Alexis Decomberousse;
- 1831: Mademoiselle de La Vallière et Madame de Montespan, dramma storico in 3 atti, seguito da un Épilogue ou Dix-huit ans après, con Augustin Lagrange;
- 1831: L'Irlandais, ou l'Esprit national, commedia-vaudeville in 2 atti, tradotta dall'inglese, con Eugène Scribe;
- 1831: Le Watchman, dramma in 3 atti et 6 quadri, con Overnay e Adrien Payn.
- 1831: Les Six degrés du crime, melodramma in 3 atti, con Théodore Nézel;
- 1832: L'Abolition de la peine de mort, dramma in 3 atti e in 6 quadri, con Alexis Decomberousse e J.-S. Raffard-Brienne;
- 1832: Le Suicide d'une jeune fille, dramma in 3 atti, in stile tedesco, con Alexis Decomberousse e Théodore Nézel;
- 1832: Le Te-Deum et le De Profundis, vaudeville in 1 atto, con Victor Ratier;
- 1833: Le Cinquième atto, dramma-vaudeville in 3 atti, con Hyacinthe-Jacques de La Motte-Ango de Flers;
- 1833: La Salle de bains, vaudeville in 2 atti, con Alexis Decomberousse;
- 1833: Aimer et mourir, dramma in 3 atti, con Alexis Decomberousse;
- 1834: Le Capitaine de vaisseau, ou la Salamandre, vaudeville nautico in 2 atti, con Alexis Decomberousse e Mélesville;
- 1834: Les Tours de Notre-Dame. Anecdote du temps de Charles VII, con Alexis Decomberousse;
- 1835: Les Beignets à la Cour, commedia in 2 atti mista a canti, con Hyacinthe-Jacques de La Motte-Ango de Flers;
- 1835: Robert Macaire, pièce in 4 atti e 6 quadri, con Saint-Amand e Frédérick Lemaître;
- 1836: Héloïse et Abeilard, dramma in 5 atti, con Anicet-Bourgeois e Francis Cornu;
- 1836: L'Homme des rochers, ou les Islandais, melodramma in 3 atti, à grand spectacle, con Edmond Rochefort;
- 1836: La Reine d'un jour, cronaca moresca in 2 atti, mista a canti, con Alexis Decomberousse;
- 1836: Le Colleur, commedia-vaudeville in 1 atto, con Alexis Decomberousse;
- 1836: Pierre-le-Rouge, commedia in 3 atti, mista a canti, con Charles Dupeuty e Michel-Nicolas Balisson de Rougemont;
- 1837: À quoi ça tient!, commedia-vaudeville in 1 atto, con Ernest Antier e Eugène Sandrin;
- 1837: L'Agrafe, dramma in 3 atti, con Ernest Antier;
- 1838: Plock le pêcheur, vaudeville in 1 atto, con Louis Couailhac;
- 1838: Les Chiens du Mont Saint-Bernard, melodramma in 5 atti, con Hyacinthe-Jacques de La Motte-Ango de Flers;
- 1839: Le Marché de Saint-Pierre, melodramma in 5 atti, con Alexis Decomberousse;
- 1839: Les Héritiers du comte, commedia-vaudeville in 3 atti, con Louis Couailhac;
- 1839: Les Trois Muletiers, melodramma comico in 3 atti, con Marchal;
- 1840: Un Bal aux Vendanges de Bourgogne, folie-vaudeville in 2 atti, con Couailhac;
- 1840: L'Honneur d'une femme, dramma in 3 atti, con Alexis Decomberousse;
- 1842: Les Filets de Saint-Cloud, dramma in 5 atti, con Alexis Decomberousse;
- 1844: Les voilà bien tous! vaudeville in 1 atto, con Hyacinthe-Jacques de La Motte-Ango de Flers;
- 1844: Le Mannequin du prince, dramma-vaudeville in 3 atti, con Henri Horace Meyer e Violet d'Épagny;
- 1846: La Carotte d'or, commedia-vaudeville in 1 atto, con Alexis Decomberousse e Mélesville;
- 1855: Le Masque de poix, dramma in 5 atti e 8 quadri tratto da un'opera di M. Mocquard Les Fastes du crime;
- 1861: Mon gigot et mon gendre, vaudeville in 2 atti, con Marchal;

## Onorificenze
Fu nominato cavaliere della Legion d'onore nell'agosto 1864.